# Bujurquina tambopatae
Bujurquina tambopatae är en fiskart som beskrevs av Kullander, 1986. Bujurquina tambopatae ingår i släktet Bujurquina och familjen Cichlidae. Inga underarter finns listade.